# Qiyan
Qiyan var en typ av förslavad kvinnlig kurtisan och artist vanlig i Arabvärlden under medeltiden. De uppkom möjligen under Abbasidkalifatet på 700-talet, då de var mycket vanliga och populära, och förekom i muslimska Al-Andalus till åtminstone 1300-talet. De skilde sig från de närliggande Jaryas, som även de fick liknande bildning men aldrig uppträdde offentligt.
Det var inte accepterat för en muslimsk kvinna att uppträda offentligt, och en qiyan var därför en slav (vilket innebar att hon inte var muslim). 
De fick en hög bildning hos slavhandlare, och tränades i att sjunga, spela musik och läsa poesi och underhålla med olika former av konstarter. De var sexuellt tillgängliga för sina ägare. Det hävdas ofta att de inte användes för prostitution, men vissa offentliga qiyan-hus tycks parallellt ha fungerat som bordeller.
Flera berömda kvinnliga poeter, sångerskor och musiker i den muslimska världen tillhörde denna kategori.
Sedvanan att träna slavflickor till qiyan tycks ha dött ut i slutet av medeltiden, men de egyptiska sångerskor kända som Almah har ibland nämnts som en senare kvarleva.
Berömda exempel är ‘Inān, Arib al-Ma'muniyya och Shāriyah.